# Printzheim
Printzheim település Franciaországban, Bas-Rhin megyében. Lakosainak száma 205 fő (2022. január 1.). Printzheim Bouxwiller, Gottesheim, Hattmatt és Geiswiller-Zœbersdorf községekkel határos.

## Népesség
A település népességének változása:
| Lakosok száma | 203  | 199  | 205  | 202  | 203  | 203  | 204  | 202  | 205  |
|               | 2013 | 2015 | 2016 | 2017 | 2018 | 2019 | 2020 | 2021 | 2022 |